# Riserva nazionale di Big Cypress
La Riserva nazionale di Big Cypress (nome originario Big Cypress National Preserve) è un'area protetta degli Stati Uniti d'America nel sud della Florida, a circa 72 km ad ovest di Miami. I 2,900 km2 del Big Cypress, insieme alla Riserva nazionale di Big Thicket in Texas, divennero la prima riserva nazionale dei Parchi nazionali degli Stati Uniti d'America, quando questi furono fondati l'11 ottobre 1974.

## Geografia e storia
Big Cypress confina a sud con le praterie umide d'acqua dolce del Parco nazionale delle Everglades e ad ovest con altre aree protette della contea; le acque che dal Big Cypress fluiscono verso sudovest alla regione delle Ten Thousand Islands delle Everglades. Quando fu fondato il Parco nazionale delle Everglades nel 1947, il Big Cypress vi sarebbe dovuto confluire, ma, dato che non si concretizzò la vendita dal suo proprietario di allora, il Big Cypress non fu incluso nel sistema dei parchi.

## Presenza umana
Ecologicamente, la riserva è leggermente più elevata delle Everglades occidentali e storicamente Big Cypress è stata la residenza di tribù indiane come i Miccosukee ed i Seminole. altra presenza è stata quella di cacciatori di aironi, che fornivano piume ai costruttori di cappelli di New York e Parigi, e di bracconieri che cacciavano alligatori e coccodrilli. Anche l'industria del legno ha operato nell'area, costruendo ferrovie per trasportare i cipressi fuori dalla foresta. Una parte di Big Cypress è stata anche coltivata per fornire verdure invernali.
Le ricerche petrolifere in Florida iniziarono nel 1901, senza successo. Dopo che nello stato vennero scavati più di 80 pozzi, la Humble Oil, successivamente diventata Exxon, scoprì il primo pozzo in grado di estrarre petrolio il 26 settembre 1943 nella zona nordoccidentale dell'attuale riserva. Il pozzo produce 20 barili di petrolio al giorno.
Le differenze tra Big Cypress ed il Parco nazionale delle Everglades sono nel diritto della popolazione Miccosukee e Seminole ad occupare permanentemente ed utilizzare il territorio, nell'utilizzo di fuoristrada da parte di indiani e cacciatori, e nel riconoscimento della proprietà di possessori di case ed attività economiche. Come nelle Everglades, anche a Big Cypress è permessa l'esplorazione petrolifera, ma sono allo studio piani per riacquistare le licenze precedentemente concesse.
Negli anni 1960, indiani, cacciatori e conservazionisti riuscirono a bloccare il trasferimento dei voli internazionali del Miami International Airport verso un nuovo aeroporto nell'area di Big Cypress, battendosi per riportare Big Cypress nel National Parks System. Nonostante che la costruzione del nuovo aeroporto fosse già iniziata, fu fermata dopo la costruzione di una pista, ed è ora noto come Dade-Collier Training and Transition Airport.

## Flora

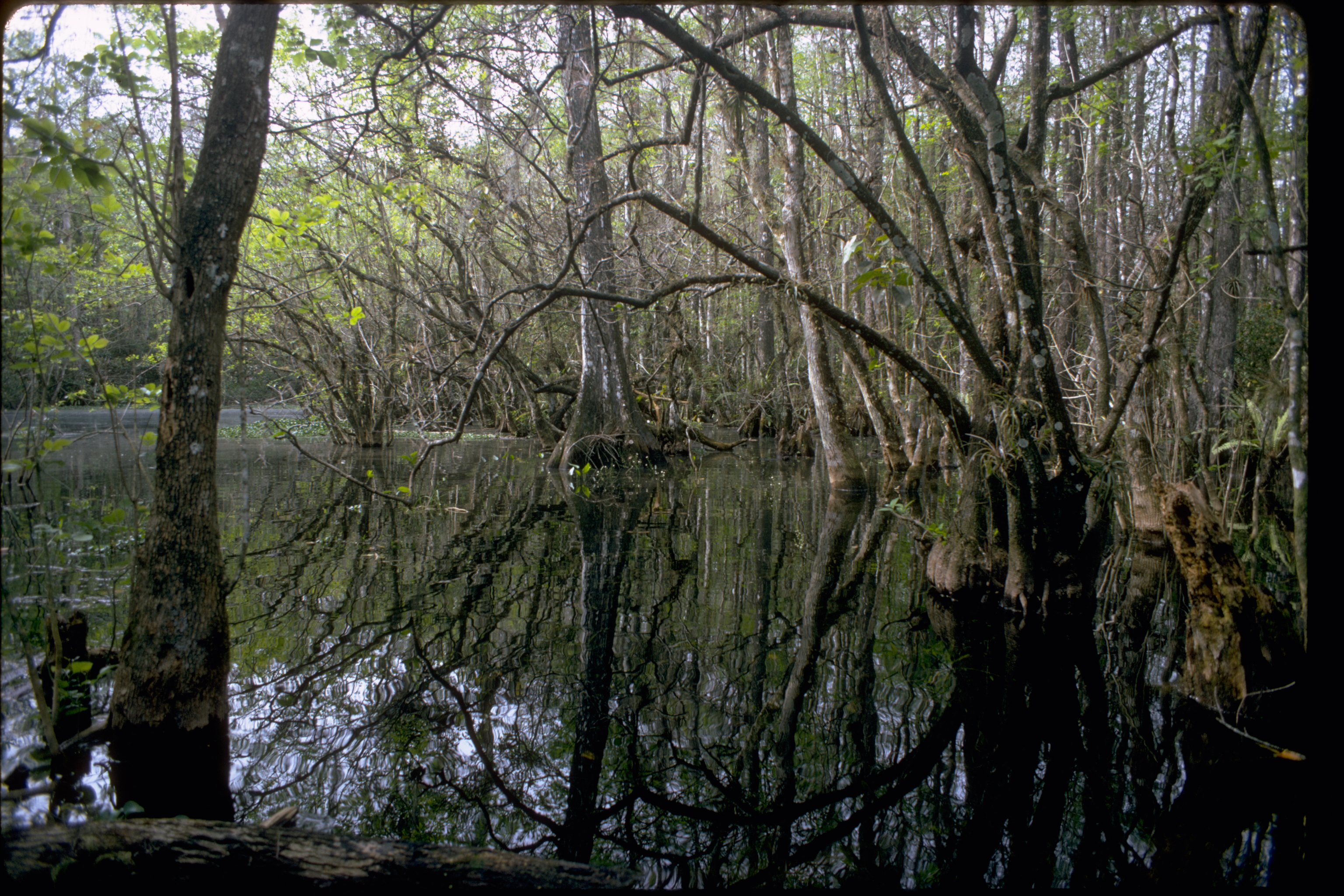

La riserva è la regione con la maggiore biodiversità della parte terrestre delle Everglades. Nella fascia costiera della riserva predominano le mangrovie, ma per il resto l'area è dominata da una foresta umida di cipressi, nel cui sottobosco abbondano felci e piante acquatiche; sui rami degli alberi si sviluppa una notevole varietà di piante epifite, principalmente Bromeliaceae e Orchidaceae; tra queste ultime meritano una menzione l'orchidea fantasma (Dendrophylax lindenii) e la multicolore Cyrtopodium punctatum.

## Fauna

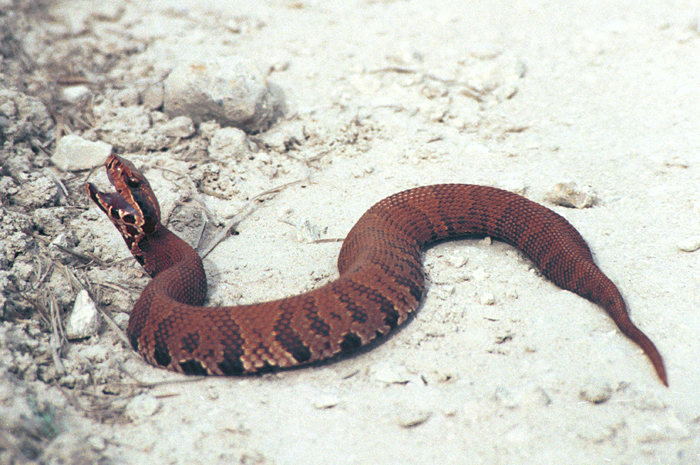
Mocassino acquatico
(Agkistrodon piscivorus)

All'interno della riserva si trovano alligatori, serpenti velenosi come il mocassino acquatico, il Drymarchon couperi ed il crotalo diamantino orientale, una varietà di uccelli, il puma (Puma concolor couguar) e l'orso nero americano.
La riserva ospita anche diverse specie a rischio, tra le quali il lamantino dei Caraibi e la gru canadese.

## Visite
A Big Cypress sono presenti dodici campeggi per permettere ai visitatori che hanno intenzione di trascorrere la notte nella riserva di parcheggiare i loro veicoli. Nella riserva si trova la terminazione meridionale del Florida National Scenic Trail, e permette possibilità di effettuare escursioni durante i mesi invernali.  La foresta di cipressi del Big Cypress è anche più ospitale per chi volesse attraversare la palude della densa prateria di falasco delle Everglades.  I percorsi ed i guadi più interessanti si trovano tra la Loop Road ed il Tamiami Trail. Per la presenza di alligatori, l'attraversamento di guadi richiede particolare attenzione. È possibile sfruttare escursioni organizzati da privati, come quelli organizzati dal fotografo Clyde Butcher.
Presso il centro visite della riserva si trova un video sui dintorni ed i ranger spesso organizzano escursioni nei messi secchi invernali, come anche viaggi in canoa ed in bicicletta.

## Galleria d'immagini

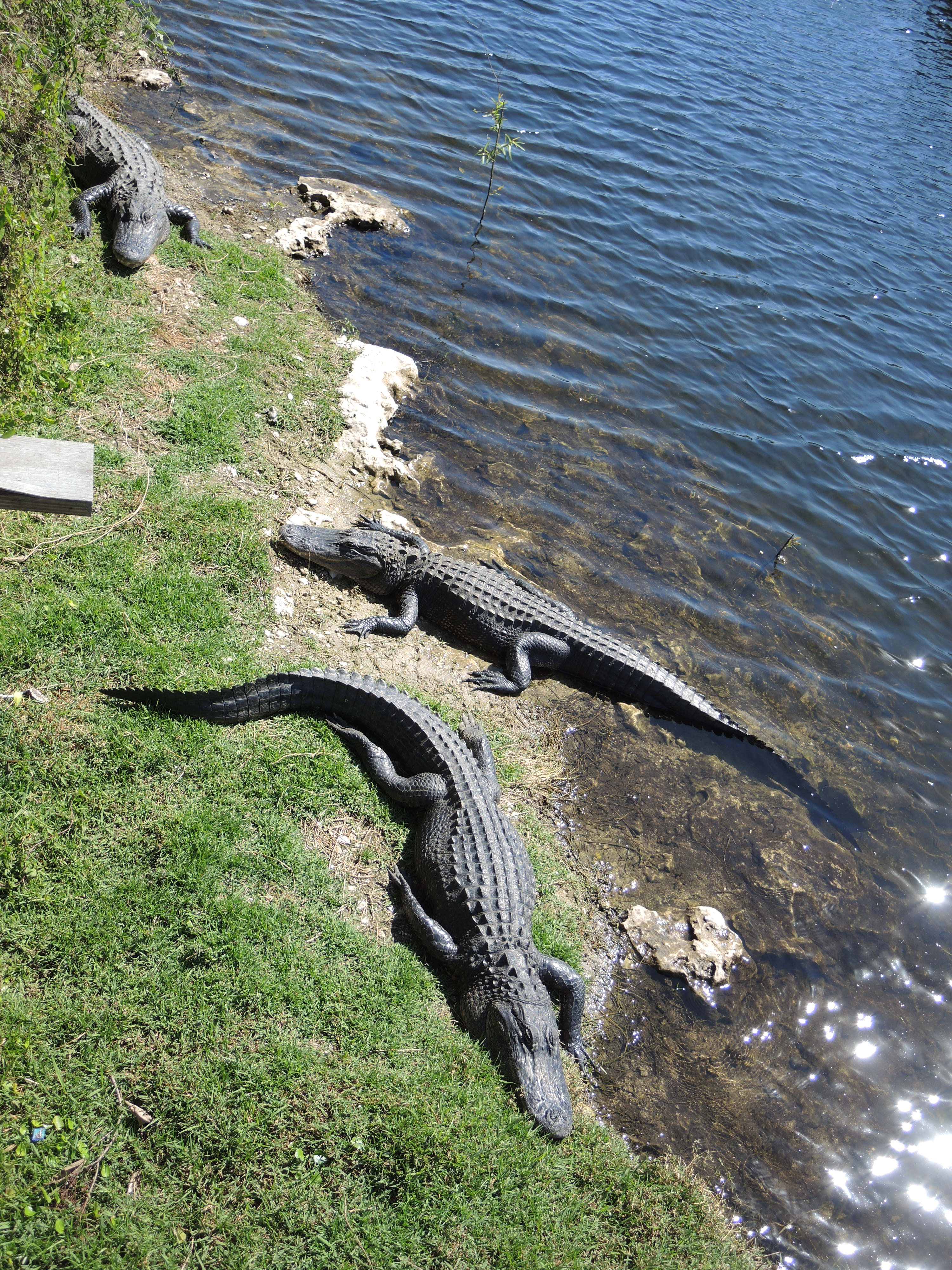
Alligator mississippiensis
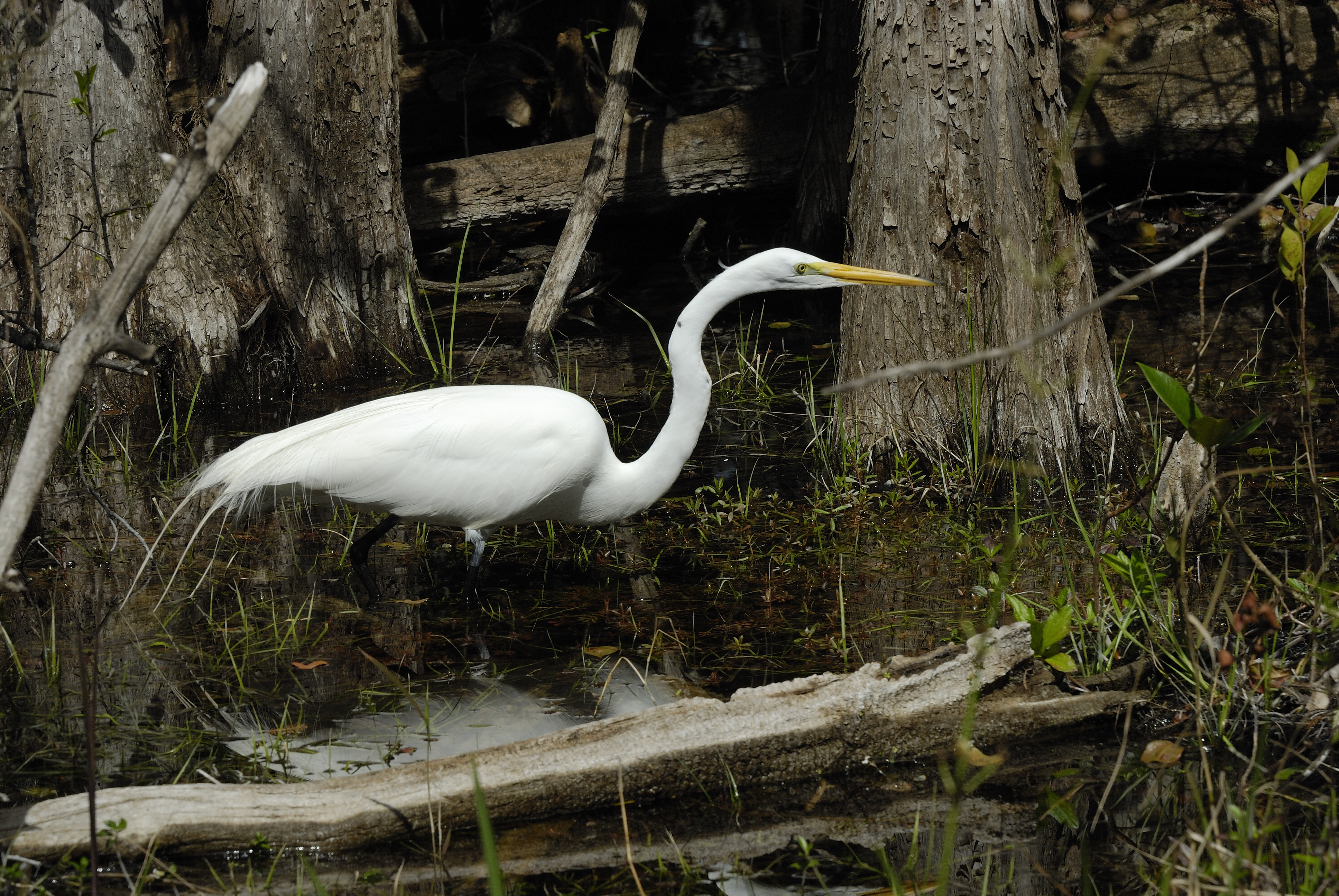
Ardea alba
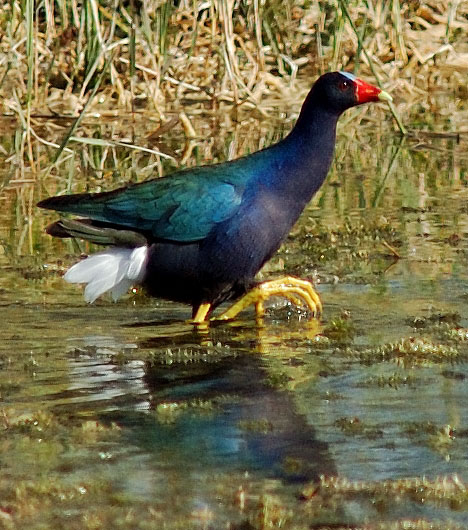
Porphyrio martinica
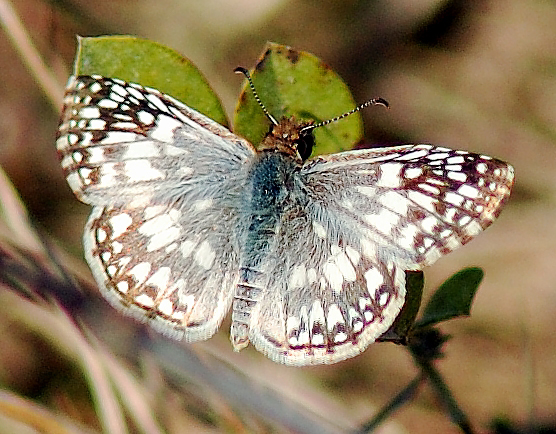
Pyrgus oileus
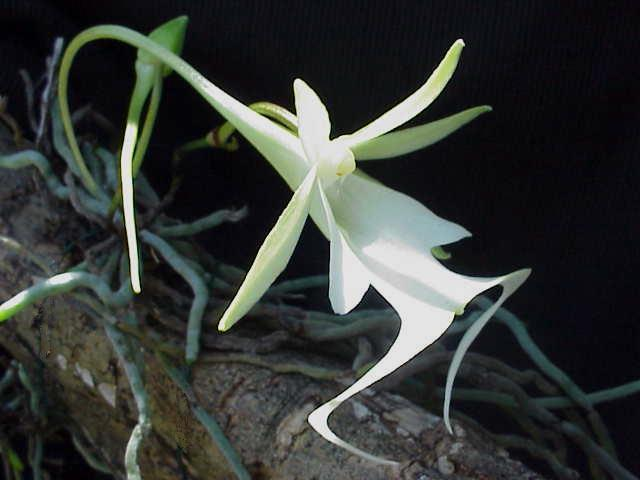
Dendrophylax lindenii
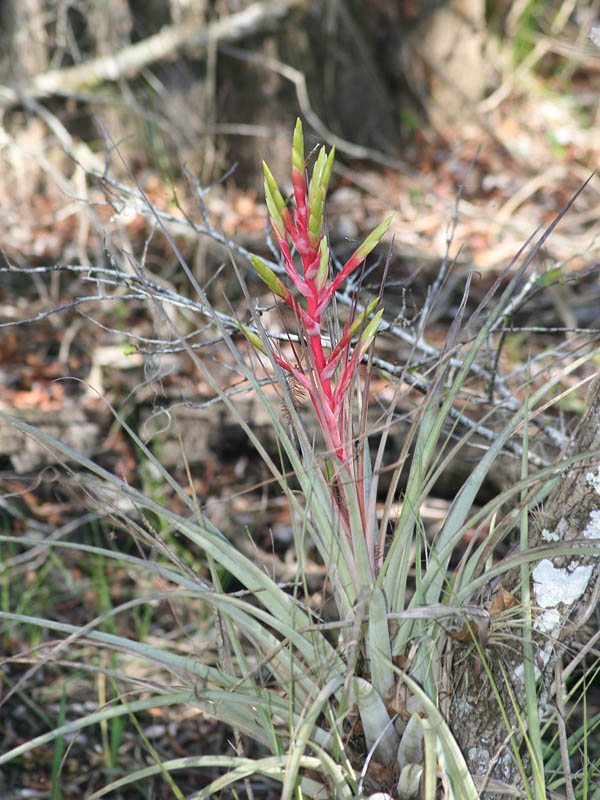
Tillandsia fasciculata